# Michael Walker (econoom)
Michael Walker (Corner Brook, 1945) is een Canadees econoom die vooral bekend is als oprichter van het Fraser Institute. Hij is actief als economisch journalist, presentator en consultant.

## Jeugd en opleiding
Walker werd in 1945 geboren in Corner Brook, een kuststad op het eiland Newfoundland in de Oost-Canadese provincie Newfoundland en Labrador. Hij ging later studeren aan de St. Francis Xavier University in Antigonish (Nova Scotia) alwaar hij zijn Bachelor of Arts behaalde. Daarna behaalde hij een PhD aan de University of Western Ontario.

## Werk
Na het behalen van zijn doctoraat werkte Walker een tijd voor de Bank of Canada en daarna bij het Canadese Ministerie van Financiën. Daarna begon Walker te doceren aan de University of Western Ontario en aan de Carleton University, beide in de provincie Ontario.
Als vooraanstaand vertegenwoordiger van de vrije markt richtte hij met T. Patrick Boyle het Fraser Institute op. Deze libertarische denktank groeide geleidelijk aan uit tot de meest invloedrijke denktank van Canada en een van de top 20 denktanks ter wereld.
Onder Walkers leiding begon men midden de jaren 1980 aan de universiteiten waar hij doceerde met jaarlijkse conferenties waarin landen gerangschikt worden op basis van economische vrijheid. Dit werk wordt jaarlijks onder de noemer Economic Freedom of the World gepubliceerd door het Fraser Institute.
Walker was uitvoerend directeur van het Fraser Institute tot 2005. Sindsdien is hij er nog actief als Senior Fellow. In 2010 ontving hij een eredoctoraat van de Guatemalteekse Universidad Francisco Marroquín.